# Аньнін
Аньнін (кит. спр. 安宁市, піньїнь: Ānníng Shì) — місто-повіт в південнокитайській провінції Юньнань, складова міста Куньмін.

## Географія
Аньнін займає південний захід префектури, лежить на захід від озера Дянь.

### Клімат
Місто знаходиться у зоні, котра характеризується океанічним кліматом субтропічних нагір'їв. Найтепліший місяць — липень із середньою температурою 20.2 °C (68.4 °F). Найхолодніший місяць — січень, із середньою температурою 8.1 °С (46.6 °F).
| Клімат Аньніна          | Клімат Аньніна | Клімат Аньніна | Клімат Аньніна | Клімат Аньніна | Клімат Аньніна | Клімат Аньніна | Клімат Аньніна | Клімат Аньніна | Клімат Аньніна | Клімат Аньніна | Клімат Аньніна | Клімат Аньніна | Клімат Аньніна |
| Показник                | Січ.           | Лют.           | Бер.           | Квіт.          | Трав.          | Черв.          | Лип.           | Серп.          | Вер.           | Жовт.          | Лист.          | Груд.          | Рік            |
| Середня температура, °C | 8,1            | 9,8            | 12,9           | 16,1           | 19,2           | 20             | 20,2           | 19,7           | 18,2           | 15,7           | 11,7           | 8,4            | 15             |
| Норма опадів, мм        | 11.4           | 12.7           | 15             | 22.7           | 82.2           | 170.5          | 199.5          | 193.6          | 119.9          | 80.9           | 37.7           | 13.3           | 959.4          |
| Днів з опадами          | 9              | 5,8            | 5,6            | 7,7            | 12,7           | 19,6           | 22,1           | 22,1           | 17,5           | 15             | 10,4           | 10,4           | 157,9          |
| Вологість повітря, %    | 62.6           | 57.3           | 53.7           | 56.2           | 63.9           | 76             | 79.6           | 79.2           | 78.3           | 76             | 72.7           | 67.9           | 68.6           |
| ----------------------- | -------------- | -------------- | -------------- | -------------- | -------------- | -------------- | -------------- | -------------- | -------------- | -------------- | -------------- | -------------- | -------------- |
| Джерело: Weatherbase    |                |                |                |                |                |                |                |                |                |                |                |                |                |